# Klew-Kolonia
Klew-Kolonia – wieś w Polsce położona w województwie łódzkim, w powiecie opoczyńskim, w gminie Żarnów.
W latach 1975–1998 miejscowość administracyjnie należała do województwa piotrkowskiego.
Wierni Kościoła rzymskokatolickiego należą do parafii św. Łukasza w Skórkowicach.